# Carolina Castillejo
Carolina Castillejo Hernández (Valtierra, 15 de mayo de 1974) es una política navarra y dirigente del Partido Socialista de Navarra (PSN-PSOE). Diplomada en Estudios Empresariales y Licenciada en Administración y Dirección de Empresas por la Universidad Pública de Navarra.
Ha sido Secretaria General de Juventudes Socialistas de Navarra (1998-2001) y Presidenta del Comité Federal de las Juventudes Socialistas de España (2000-2003). Igualmente ha sido miembro de la Comisión Ejecutiva Regional del PSN-PSOE (1998-2004; 2008-2012; y actualmente desde 2014). Miembro del Comité Federal del PSOE (2002-2004).
También ha sido Parlamentaria Foral del Parlamento de Navarra (1999-2003) y Diputada en el Congreso de los Diputados (2004-2008), donde desempeñó la portavocía del PSOE en la Comisión de Economía y Hacienda.
Entre junio de 2008 y abril de 2010, ejerció Secretaria de Asuntos Sociales e Igualdad de la Comisión Ejecutiva Regional del PSN-PSOE. Volvió a la dirección regional del PSN-PSOE en diciembre de 2014, en el equipo encabezado por Maria Chivite como Secretaria de Participación y Política en Red
- Datos: Q5753185